# Anuntijärvet (Jukkasjärvi socken, Lappland, 749863-174101)
Anuntijärvet är en sjö i Kiruna kommun i Lappland och ingår i Kalixälvens huvudavrinningsområde.